# 趙婷
趙婷（英語：Chloé Zhao，1982年3月31日—），北京出生，中國女導演、製片人和編劇。2021年，以《游牧人生》獲第78届金球奖最佳導演獎及第93屆奧斯卡金像獎最佳導演獎，也是首位獲得奧斯卡金像獎最佳影片的華人女導演。

## 早年
趙婷生於中華人民共和國北京市，父親是首都钢铁公司前总经理赵玉吉，生母是一名医院职工
，繼母是演员宋丹丹。
赵婷小时候即性格开朗，喜好看漫画、喜欢迈克尔·杰克逊，也喜欢看王家卫的电影。她16岁（另一说14岁）赴英國倫敦私立寄宿學校就读，并于2000年一人搬去美國洛杉磯韩国城，在当地的公立学校完成高中学业，2001年911事件前夕入读马萨诸塞州曼荷莲学院政治学，期间接触电影制作，2005年毕业后失业打起零工，2010年进入纽约大学帝势艺术学院正式学习电影制作，师从名导斯派克·李，期间结识了后来成为摄影师和她男友的乔舒亚·詹姆斯·理查德斯。

## 導演生涯
2015年，趙婷所執導的首部長片《哥哥教我唱的歌》於該年的日舞影展上首映，作為美國官方競賽片之一。2017年，她的第二部導演電影《骑士》在第70屆坎城影展上的導演雙週單元放映，並為此贏得了藝術電影獎；該片所獲得的評價以正面居多，並在爛番茄上持有98%的新鮮度，同时为她打响了知名度。美国演员兼制片人弗朗西丝·麦克多曼德在2017年多倫多國際影展观看《骑士》后即表示要与赵婷合作，后两人于翌年3月的第33届独立精神奖颁奖典礼会面，达成了改编《无依之地》的协议。
第三部长片《无依之地》于2020年上映，在第77屆威尼斯影展上获得最佳影片金狮奖。她也成为首位获得金狮奖的华人女性。该片还赢得第78届金球奖最佳剧情片和最佳导演，是金球奖最佳导演的第一位亚裔女性、第二位亚裔（繼2006年李安的《斷背山》後）、第二位女性（繼2009年凱薩琳·畢格羅的《危機倒數》後），因而扬名国际华人圈。在第93届奥斯卡金像奖上，本片获得最佳影片；而赵婷凭借该片获得了最佳导演，是继李安和奉俊昊后第三位获得该奖的亚洲导演，也是首位亚洲女性导演和首位华人女导演获得该奖。
2018年9月，漫威影业聘请赵婷执导其电影宇宙的第26部作品《永恒族》，该片于2021年11月5日在美国上映。

### 未来项目
2018年3月，有报道称亚马逊影业将出品赵婷编导的一部传记片，讲述美国历史上首位非裔美国法警巴斯·里维斯的事迹。
2021年2月，有报道称赵婷将编导并通过她的Highwayman制片公司与环球影业出品旗下的一部怪物电影。故事围绕吸血鬼德古拉展开，但以未来主义的科幻西部风格为设定，这与以往版本有所不同。2023年3月，赵婷在采访时确认该电影的剧本正在撰写中。

## 私生活
赵婷和男友理查德斯目前住在加利福尼亚州奥哈伊的托帕托帕山上，家裡另有两只收养来的狗和三只鸡。她在每次拍电影前都会看一遍王家卫执导的《春光乍泄》，认为“这是一种仪式”。

## 作品列表
| 年份 | 標題                            | 職位                   | 附註 | 參考   |
| ---- | ------------------------------- | ---------------------- | --- | ------ |
| 2008 | Helen's First Date in Two Years | 監製                   | 短片 | [ 29 ] |
| 2008 | Post                            | 導演、執行製片人、編劇 | 短片 | [ 30 ] |
| 2009 | The Atlas Mountains             | 導演、監製、編劇       | 短片 | [ 31 ] |
| 2009 | Simple Pleasures                | 監製                   | 短片 | [ 32 ] |
| 2010 | Daughters                       | 導演、監製、編劇       | 短片 | [ 33 ] |
| 2011 | Benachin                        | 導演                   | 短片 | [ 34 ] |
| 2015 | 《哥哥教我唱的歌》              | 導演、監製、編劇       | 提名-美國電影學院觀眾獎 提名-第68屆坎城影展金攝影機獎 提名-獨立精神獎最佳處女作 提名-獨立精神獎潛力創作者獎 提名-日舞影展評審團大獎 哥譚獨立電影獎聚焦女性電影人「生活夢」授予 | [ 35 ] |
| 2017 | 《骑士》                        | 導演、監製、編劇       | 第70屆坎城影展藝術電影獎 | [ 36 ] |
| 2020 | 《游牧人生》                    | 導演、監製、編劇、剪辑 | 第77屆威尼斯影展金狮奖 第78届金球奖最佳剧情片、最佳导演 第93屆奧斯卡金像獎最佳导演 第93屆奧斯卡金像獎最佳影片                                                                  | [ 37 ] |
| 2021 | 《永恆族》                      | 導演、編劇             | | [ 38 ] |
| 2025 | 《哈姆奈特》                    | 導演、監製、編劇       | | [ 39 ] |

## 相關事件

### 中國審查
2013年，趙婷在宣傳電影《哥哥教我唱的歌》期間接受《电影人》雜誌訪問，在访谈中她说道：
（关于学习政治学的事情）要从我小时候在中国说起，这个充满谎言的地方让你感觉就像是无法脱身一样。我小时候收到的很多信息都不准确，我也开始对自己的家人和背景变得非常叛逆，于是我突然去英国以重新学习我的历史。在文理学院学习政治学是我弄清事物本质的一种方式。你得用资讯武装自己，然后也要挑战它。
2017年，趙婷執導的電影《騎士》參加平遙國際電影展，但是沒有在中國影院上映。2018年，趙婷稱在中國成長期間，感覺被「一種古老的文化所束縛，在這種文化中，我被父母期望成為一種特定的方式」，因此被西方文化吸引。2020年，在宣傳電影《游牧人生》期間，趙婷接受澳洲媒體採訪時稱自己在美國感覺像是局外人，沒有「歷史的負擔」。該報最初報道稱：「美國終究現在是我的國家。但也許這對我來說，更容易觀察朋友（對一切事物）的應對方式，尤其是在今年。」2021年2月16日，該報在其官方網站上移除了這段言論。隨後該報恢復言論並勘誤稱，原報道中誤將單詞「不」（"not"）寫成「現在」（"now"），趙婷原意為「美國終究不是我的國家。」
在2021年2月28日舉辦第78屆金球獎之前，《游牧人生》原定於2021年4月23日在中國影院有限上映。趙婷憑藉該片獲得金球獎最佳導演，成為獲此殊榮的第一位亞裔女性。《綜藝》報道稱，儘管大多數中國觀眾還沒有看過這部電影，但許多人為她贏得金球獎而歡呼。許多影評人認為，鑑於中國大陸目前嚴苛的審查環境，趙婷幾乎不可能以中國為背景拍攝如此有影響力的影片。最初，包括中國中央電視台、《人民日報》和《環球時報》等中國大陸官方媒體均一度稱讚趙婷為「中國的驕傲」。隨後，中國社交媒體發現趙婷此前接受美國雜誌《電影人》和澳洲媒體的兩段採訪報道，這兩段有爭議的表述均於2021年2月中旬被刪除。但原文章仍被部分中國大陸网民扒出并指责辱華，同时亦对其国籍归属问题争论不休。此后有网民发现中國电影网站上《游牧人生》的上映日期消失不见，社群軟體新浪微博上也有部分网民猜测原定于2021年4月在中国大陸上映的执导作品《无依之地》疑似被撤档。
2021年4月25日，第93屆奧斯卡金像獎頒獎典禮當天，趙婷得獎及其他奧斯卡資訊在中國大陸被大面積刪除和屏蔽，不少網友采用“Normad-land”、“無1之地”、“克洛伊·趙”（趙婷外文名音譯）等別稱發布信息，規避當局的審查，亦有许多网友改在赵婷的继母宋丹丹的微博下留言表示祝贺。後來獎項公布後，官媒《環球時報》主編胡錫進则在面向境外的推特上转发环球时报的相关推文以示祝贺，并附文称赞赵婷是「出色的導演」，也表示其在處理问题上仍不夠成熟。該推文被看作是對此事抱持沈默的官方目前唯一的回應。趙婷歷史性地獲得奧斯卡最佳導演獎和奧斯卡最佳影片獎兩大獎項之後，中國仍持續封殺趙婷，她執導的漫威電影宇宙作品《永恆族》目前也无法在中国上映。

## 备注
1. ↑  据《综艺》杂志2021年4月29日于YouTube发布的采访赵婷的视频中，赵婷亲口表示“我是中国人，中国公民。”[1]:1:10–1:13

## 外部連結
- 趙婷在互联网电影资料库（IMDb）上的資料（英文）
- 趙婷在豆瓣上的资料（简体中文）
- 趙婷在时光网上的簡介（简体中文）